# Peinture routière
Une peinture routière est une peinture destinée au sens premier du terme à une application exclusive sur une emprise ouverte à la circulation routière (véhicules ou cycles), publique ou privée. Mais par extension, du fait des performances de ces produits, ce terme désigne également des peintures qui peuvent être appliquées sur tous types de sols : industriels, intérieurs ou extérieurs, etc.

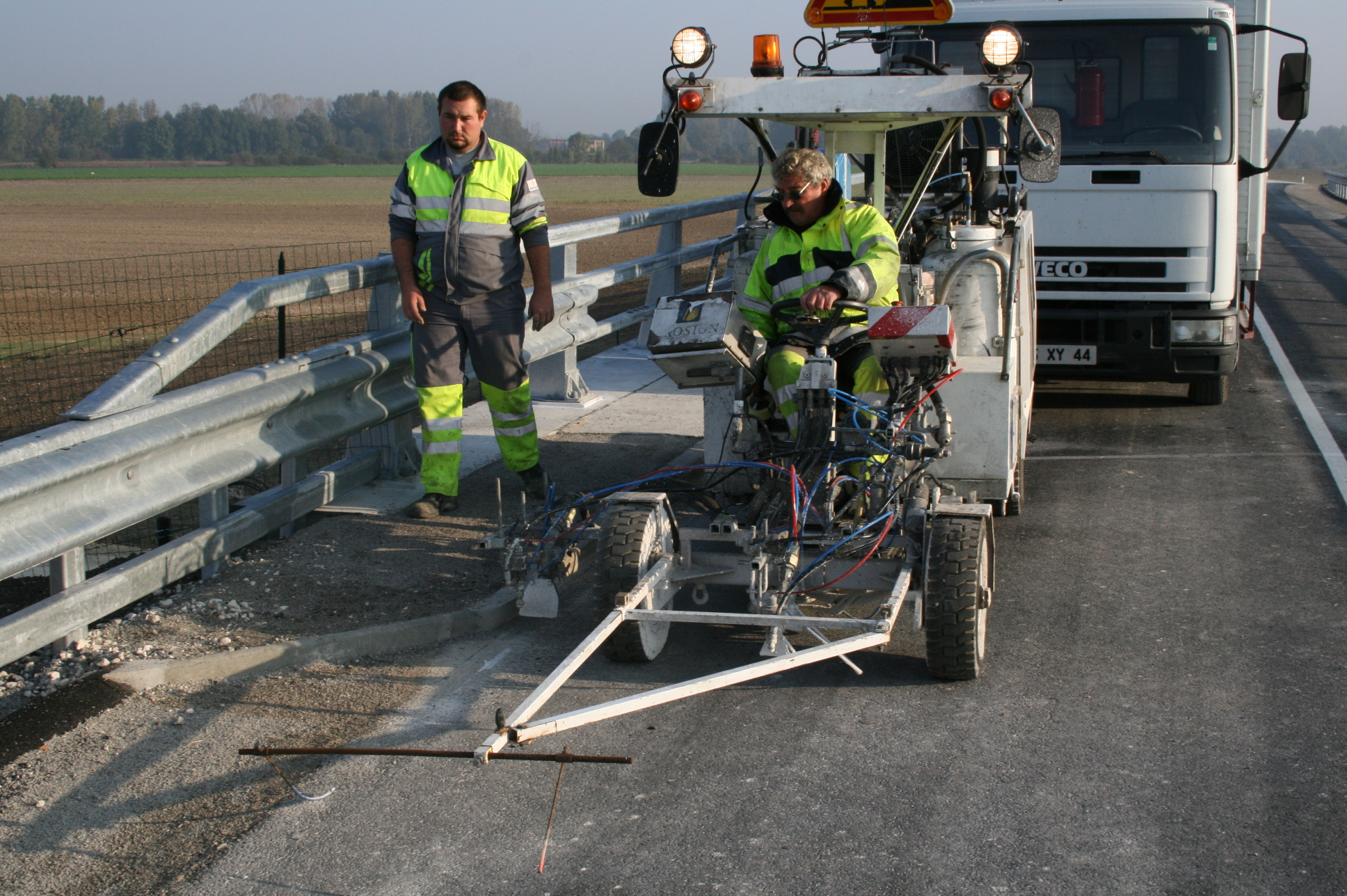
Application d'une peinture routière à la machine

## Typologie
On peut distinguer les peintures soit selon leur composition :
- les peintures à solvants (monocomposants ou à deux composants) ;
- les peintures à l’eau ;
- thermofusible,

soit selon leur temps de séchage :
- normal : 1 à 2 jours ;
- rapide à très rapide : 6 heures à 30 minutes, voire moins (de 2 à 5 minutes pour certaines peintures très performantes).

## Composition
Pour rappel, une peinture est une préparation fluide (liquide, pâteuse ou pulvérulente) qui peut s’étaler en couche mince sur toutes sortes de matériaux (appelés subjectiles) pour former, après séchage un revêtement mince (film ou feuil), adhérant et résistant.

### Les peintures à base de résines
Les peintures à résine sont constituées des composants suivants : un liant (résine/durcisseur), des solvants, des pigments, des charges et des additifs.
Dans les résines, on distingue les époxy, les alkydes et les acryliques
De plus en plus, les solvants aromatiques habituellement utilisés sont remplacés par des solvants aliphatiques (sans odeur et non polluant).
Elles peuvent être utilisées quasiment par tous temps. Toutefois, elles ne sont pas sans danger pour l’environnement puisque les solvants ont vocation à s’évaporer dans l’atmosphère et sont les principaux précurseurs de la formation de l’ozone troposphérique et des matières particulaires dans l’atmosphère, et donc les principaux ingrédients de la pollution de l’air que l’on désigne communément au Canada ou à Londres sous le nom de « smog ».
C’est pour cette raison qu’au Canada, il est envisagé depuis 2004 de réduire la teneur en composés organiques volatils des produits de revêtement d’entretien d’application architecturale et industrielle et donc sur les peintures routières
Le projet de réglementation limiterait la teneur en composés organiques volatils (COV) dès l’étape de la fabrication, de sorte que toute peinture dont une telle teneur dépasse 150 grammes par litre devrait nécessairement être vendue en contenants de moins d’un litre. Or, les peintures routières à l’alkyde, sont souvent utilisées au Canada car elles peuvent être appliquées par basses températures, ont une teneur en COV de 450 grammes par litre. L’Association des Transports du Canada ne se voit pas utiliser des conteneurs de 1 litre pour ses marquages routiers.

### Les peintures à l’eau
Dans les peintures à l’eau, le solvant est remplacé par de l’eau. La résine est ainsi en émulsion dans l’eau. Pour sécher correctement, l'eau doit avoir l'occasion de s'évaporer, afin que les particules de résine puissent s’agglomérer jusqu'à former un film continu et cohésif. Ceci n'est possible que sous une température ambiante de plus de 10 °C et un degré d'humidité relative de moins de 80-85 %. En dehors ces plages, le film de peinture ne sera pas cohésif et s'abîmera prématurément.
Les peintures à l’eau présentent un intérêt écologique certain, puisque seulement de l’eau est rejetée dans l’environnement, que ce soit lors de l’application, comme lors des opérations de nettoyage. Toutefois, leurs restrictions de mise en œuvre interdisent leur utilisation dans tous les pays où à certaines périodes de l’année la température au sol descend en dessous de 10 °C. Elles peuvent par contre être épandues dans ces pays aux autres périodes de l’année, puisque après évaporation, le feuil formé est cohésif.

## Mise en œuvre
Les peintures sont livrées en pots, prêtes à l'emploi. Comme toute peinture, elles sont d’une d'utilisation facile et rapide, appliquées en couche mince (dosage d'environ 700 g/m2 humide).
L'application s'effectue à l'aide de machines à pulvérisation par air comprimé ou airless au moyen d'un ou plusieurs pistolets. On peut aussi utiliser tout autre type de matériel comme brosse, rouleau ou pistolet  manuel mais qui ne permettent pas le contrôle du dosage.

## Performances
La nature des indicateurs de performance, est standard au niveau international. Néanmoins, la valeur de ceux-ci et les conditions de réalisation des essais peuvent varier d’un pays à un autre.
En Europe, les performances attendues pour les peintures routières sont définies dans la norme EN 1871. Cette norme est transposée dans chaque pays de l'Europe. En Belgique, la norme en vigueur est la NBN EN 1871. En France, la norme NF EN 1871 – mai 2000 côtoie encore l'ancienne norme jusqu'au 1er janvier 2008 où elle sera alors la seule en vigueur. 
Dans les pays où les conditions climatiques sont spécifiques, comme le Canada, ces indicateurs de performance sont différents.

### Visibilité de jour
La visibilité de jour d’une peinture pour marquage routier doit être définie par les deux indicateurs suivants :

#### Facteur de luminanceβ{\displaystyle \beta }
On distingue trois classes de facteurs de luminance pour la couleur blanche et deux pour la jaune. En fonction des caractéristiques et de l’environnement du projet, le projeteur retient l’une des classes.
| Couleur | Classe | Facteur de luminance |
| ------- | ------ | -------------------- |
| Blanc   | LF5    | >= 0,75              |
| Blanc   | LF6    | >= 0,80              |
| Blanc   | LF7    | >= 0,85              |
| Jaune   | LF1    | >= 0,40              |
| Jaune   | LF2    | >= 0,50              |

#### Les coordonnées chromatiques
Les coordonnées chromatiques sont comprises dans les domaines spécifiés du diagramme de chromaticité au moyen des sommets donnés dans le tableau suivant.
| Sommet n° | Sommet n° | 1     | 2     | 3     | 4     |
| --------- | --------- | ----- | ----- | ----- | ----- |
| Blanc     | x         | 0,355 | 0,305 | 0,285 | 0,335 |
| Blanc     | y         | 0,355 | 0,305 | 0,325 | 0,375 |
| Jaune     | x         | 0,494 | 0,545 | 0,465 | 0,427 |
| Jaune     | y         | 0,427 | 0,455 | 0,535 | 0,483 |

### Pouvoir couvrant
Le pouvoir couvrant caractérise le contraste de la peinture. Il ne doit pas être inférieur à 95 % pour le blanc et à 90 % pour le jaune.

### Stabilité au stockage
Il ne doit y avoir aucune peau ou dépôt dans la peinture après malaxage. 

### Vieillissement au rayonnement ultraviolet
La peinture exposée au soleil vieillit et perd ses performances initiales par l’effet des rayons ultraviolets.
On mesure donc le facteur de luminance avec un essai de vieillissement accéléré aux ultra-violets.
Deux classes sont alors déterminées :
- UV0 : pas d’exigence
- UV1 : différence de facteur de luminance entre avant et après inférieure à 5 %.

### Résistance au ressuage
Le phénomène de ressuage correspond à une remontée du liant bitumineux du revêtement routier au travers du marquage routier. Cette remontée doit, bien entendu, être la plus faible possible.
On caractérise cette performance par un essai dit « de résistance à la détrempe ».
Trois classes sont dès lors définies, selon la différence de facteur de luminance entre avant et après la détrempe :
- BR0 : Pas d’exigence
- BR1 : ≤ 0,03
- BR2 : ⩾ 0,05

### La visibilité de nuit
La visibilité de nuit est indépendante de la nature de la peinture, mais ne dépend que de la nature, de la qualité et de la quantité des microbilles de verre incorporées à la peinture ou saupoudrées dessus. Cet indicateur sera donc présenté dans l'article sur les microbilles de verre pour marquage routier.

### L’adhérence
Cet indicateur caractérisant tout type de marquage routier sera traité dans un article séparé.

## La certification du produit

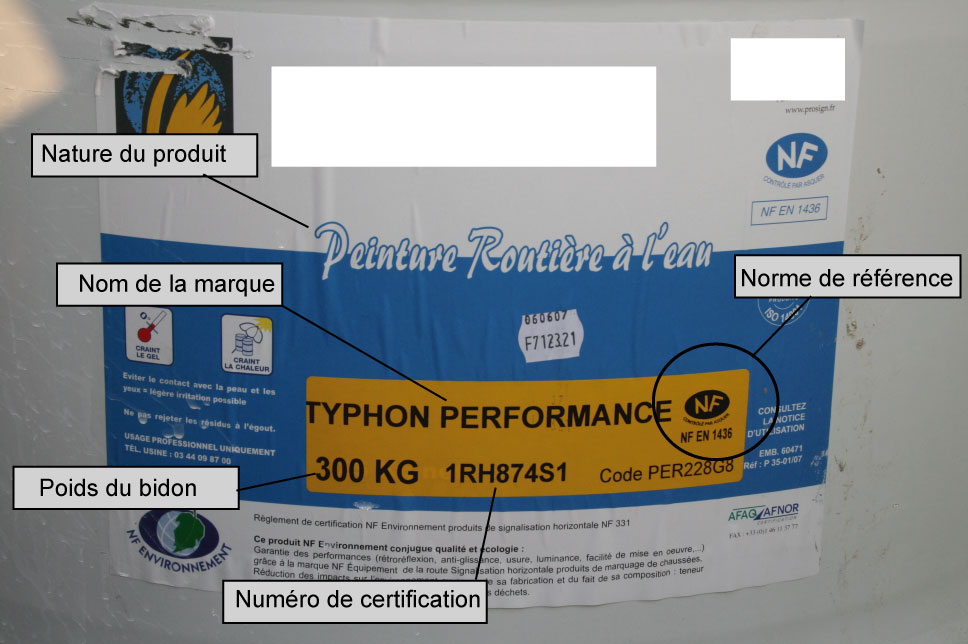

Après essais en laboratoire, chaque type de produit est certifié selon une classification permettant de connaître ses indicateurs de performance. 
Dans l’exemple ci-contre d’une peinture française à l’eau, on peut connaître certaines des performances du produit au travers de son code de certification. Les autres indicateurs sont donnés dans la fiche-produit.
- 1 signifie que le produit peut être appliqué à la machine,
- R : le produit est rétroréfléchissant (si les billes de verre livrées avec sont incorporées selon les préconisations, car la peinture en elle-même n’est pas rétroréfléchissante.
- H : le produit est certifié pour une utilisation sur matériau hydrocarboné ;
- le nombre 874 correspond au numéro de certification du produit.
- S1 définit le niveau d’adhérence du produit pendant toute sa durée de vie fonctionnelle, ici SRT ≤0,45 (premier niveau d’adhérence)